# Vay-kastély (Tiszacsege)
A Vay-kastély Tiszacsege külterületén, Nagymajoron található. A 19. század elején klasszicizáló későbarokk, empire stílusban épült kastélyban a 2000-es években szállodát rendeztek be, amely azonban csődbe jutott, későbbi bérlőjét marihuánatermesztésért ítélték el. Műemlék, azonosítója 5396, törzsszáma 8891.

## Története

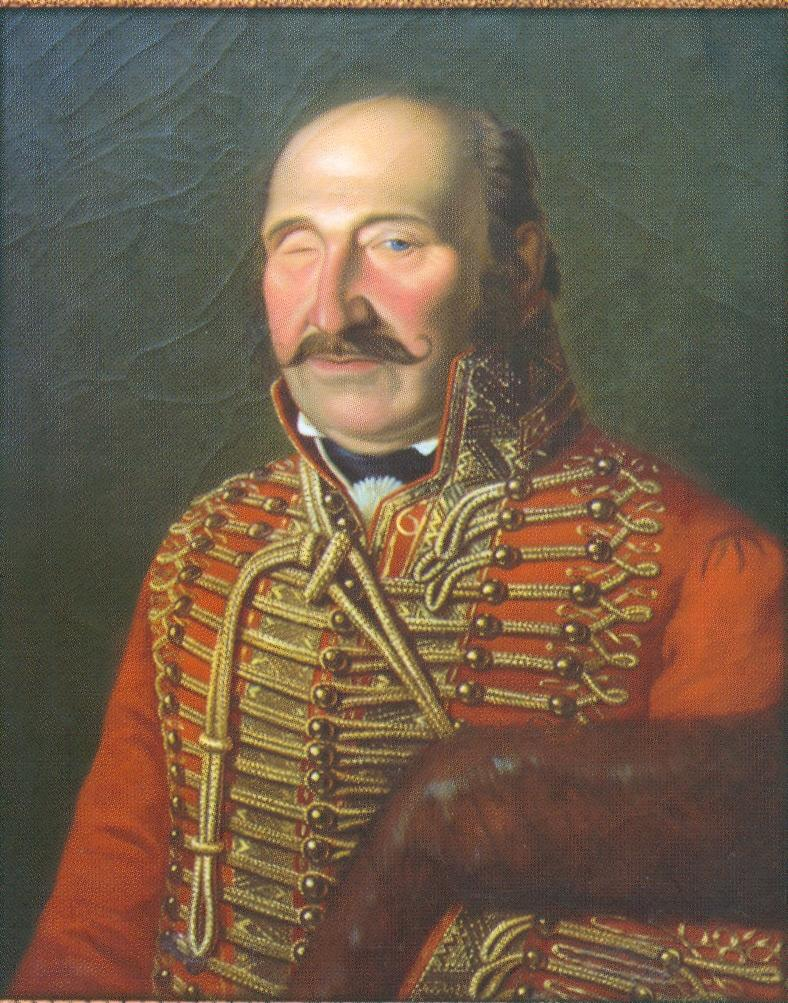
Vay Miklós

Tiszacsege valószínűleg az 1660-as években került a Vay családhoz, Vay Ábrahám és Ibrányi Anna házasságát követően. Ábrahám halála után fia, Vay László örökölte a birtokot, aki II. Rákóczi Ferenc híve volt, 1701-ben együtt fogták el őket, egy ideig Bécsújhelyen raboskodott, majd a szabadságharc idején brigadérosi rangban a kuruc csapatokat vezette. Neve megtalálható a szatmári béke aláírói között is. Tiszacsegét 1717-ben felosztva örökölték gyermekei: legidősebb fia, Ábrahám a felét kapta, idősebb lánya, gróf Teleki Lászlóné Vay Anna negyedét, fiatalabb lánya Platthy Sándorné Vay Bora pedig szintén negyedrészt örököltek. A birtok ekkor még megmaradt közös kezelésben. 1787-ben Ábrahám fiai, Dániel, József és Miklós bárók felosztották az uradalmat úgy, hogy mindhárman egy negyedrészt kaptak, a fennmaradó negyedet pedig Platthy Imre vejeinek, Balogh Péternek és Lónyay Lászlónak adták. A felosztás után nem sokkal már öt major állt Tiszacsege határában, ezek közül Nagymajort Vay Miklós építtette. Vay Miklós hadmérnöknek tanult, volt dandártábornok, császári kamarás, országgyűlési követ és folyamszabályozási királyi biztos is. 1783-ban II. József - bátyjával, Dániellel
együtt – bárói rangra emelte. A nagymajori birtokközpontot csak 1787 után építette ki, mert egy ekkori térkép még erdőt mutat a helyén.
A kastély stílusában klasszicizáló későbarokk, empire, de rokokó kagylódíszítésekkel is ellátták. Egy 1819-es összeírásban már szerepelt, ekkor azt írták róla, hogy „az egész épület új”. A pince szemöldökgerendáján azonban az 1821-es évszám található, talán csak ekkorra lett az épület teljesen készen.
A toronyszerű, kétemeletes, négyzetes alaprajzú, magyar viszonylatban egyedülálló kialakítású kastélyt feltehetően nagyobbnak szánták eredetileg, mert alapozása 25x25 méteres, amire azonban csak 19x19 méter alapterületű épületet húztak fel. A pincetető beépítetlen részén teraszt létesítettek. Az 1819-es összeírás szerint a „condescensionalis ház” pincéjében 80 gönci hordónyi bor és 9000 pozsonyi mérő búza fért el. 
A pincében kilenc fülkét alakítottak ki, amelyeknek csak 60x60 cm-es a bejárati nyílása. Szokatlan elrendezésük miatt számos legenda keletkezett eredeti rendeltetésükről. Végh Kálmán Mátyás ároktői plébános tanulmányában azt állította, hogy a kastély a középkori ohati apátság romjaira épült, és a fülkék a bírói hatalommal is rendelkező kolostor börtöncellái voltak (újabb ásatások feltárták, hogy az ohati apátság a mai Telekháza területén állt). Egy másik elképzelés szerint vadászkutyákat tartottak itt, de a legvalószínűbb, hogy - mint az összeírásból is kiderül - hogy a kilenc kis helyiségben búzát tároltak.
1819-ben a kastély mellett már számos majorsági épület állt: 4 béresház, 2 ökör- és marhaistálló, 1 juhhodály, 1 csűr, 1 góré, 1 ól, 1 fáskamra, 1 szekérszín és 1 malom; ezenfelül kiterjedt gyümölcsöst ültettek, amely termését pálinkává főzték. 1826–27-ben új tiszttartóház létesült, a 8 katasztrális holdnyi kertbe pedig 1823-ban tízezer tőnyi szőlőt telepítettek. Az uradalom jelentős jövedelmet termelt birkatenyésztésből és dohánytermesztésből. 

### Bérlők kezében
Vay Miklós 1824-ben halt meg, a Nagymajort pedig kisebbik fia, Vay Lajos Borsod vármegyei főispán, országgyűlési követ örökölte, aki azonban alsózsolcai kastélyában lakott. Még 1848 előtt haszonbérbe adta a a 6 ezer holdas birtokot Sipeki Balás Lászlónak, aki a kastélyba is beköltözött. A szabadságharc idején, 1849. július 29. és augusztus 10. között orosz csapatok táboroztak Tiszacsegén és komoly károkat okoztak a Nagymajorban. Az uradalmat az 1860-as években a Graefl-, az 1870-es években pedig a Reviczky család bérelte. 1880-ban a tulajdonos már Vay Lajos fia, Vay Béla (Borsod vármegye főispánja, a főrendiház alelnöke és a Tiszáninneni Református Egyházkerület főgondnoka) volt. 1880-ban Klein Ignác vette bérbe Nagymajort, aki 1889-ben meghalt és a bérlet két évvel későbbi lejártáig örökösei gazdálkodtak a birtokon. Vay Béla ezután Rosinger Lajossal, Klein korábbi ispánjával kötött szerződést, amelyben kikötötték, hogy vadászatok idején a kastély második emeletén lévő szobákat csak a tulajdonos és vendégeik használhatják.
1895-ben a nagymajori uradalom területe 5071 katasztrális holdat tett ki, gépleltárában többek között 2 lokomotív, 1 járgány, 2 cséplőszekrény és 11 vetőgép szerepelt. 1902-ben a haszonbérletet további 15 évre  meghosszabbították, majd 1909-ben Vay Béla a kastélyt, az uradalmi épületeket, valamint a birtokból 2164 katasztrális holdnyit eladott Rosingernek. Rosinger 1920-ban meghalt, a birtokot fiai, Radák József és dr. Radák Henrik örökölték. A gazdálkodást az előbbi irányította, aki mezőgazdasági akadémiát is végzett. Radák József birtokrészét 1936-os halála után özvegye örökölte. A család Budapesten lakott, a kastélyba csak nyárra utaztak le. Az épületet ekkoriban modernizálták, vízvezetéket, új fürdőszobákat létesítettek. A terjedelmes parkban szegfűkből és rózsákból alakítottak ki virágszőnyegeket, a szőlős- és a gyümölcsöskerteket is jól gondozták.

### A második világháború után
A második világháború után a kastélyt államosították és a Hortobágyi Állami Gazdaság tulajdonába került. Az épületben a dolgozók számára létesítettek lakásokat. A park gyakorlatilag megsemmisült, értékes növényanyagából alig maradt meg valami. A rendszerváltás után a leromlott állagú épület magántulajdonba került át. 2000–2001-ben a Széchenyi Terv támogatásával helyreállították és kastélyszállót létesítettek falai között; újratelepítették a parkot is. A hotel 2005-ben nyílt meg, de néhány éven belül tönkrement. Az épület új bérlője a helyiségeket vendéglátás helyett marihuánatermesztésre használta; őt a rendőrség 2014-ben vette őrizetbe és öt és fél év börtönbüntetésre ítélték. A kastélyszállót 2016-ban részlegesen felújították.